# Gérard Meylan
Gérard Meylan (Marsiglia, 14 dicembre 1952) è un attore francese.
Ha recitato, tra gli altri, in sedici film del regista Robert Guédiguian tra cui Marius e Jeannette dove ha interpretato il protagonista Marius al fianco di Ariane Ascaride che interpretava Jeannette.

## Filmografia
- Dernier été, regia di Robert Guédiguian (1980)
- Le Matelot 512, regia di René Allio (1984)
- Rouge midi, regia di Robert Guédiguian (1983)
- Ki lo sa?, regia di Robert Guédiguian (1985)
- Dieu vomit les tièdes, regia di Robert Guédiguian (1989)
- Transit, regia di René Allio (1991)
- L'argent fait le bonheur, regia di Robert Guédiguian - film TV (1993)
- À la vie, à la mort!, regia di Robert Guédiguian (1995)
- Nénette e Boni (Nénette et Boni), regia di Claire Denis (1996)
- Marius e Jeannette (Marius et Jeannette), regia di Robert Guédiguian (1997)
- Al posto del cuore (À la place du coeur), regia di Robert Guédiguian (1998)
- À l'attaque!, regia di Robert Guédiguian (2000)
- La ville est tranquille, regia di Robert Guédiguian (2001)
- Marie-Jo e i suoi due amori (Marie-Jo et ses 2 amours), regia di Robert Guédiguian (2002)
- Lulu, regia di Jean-Henri Roger (2002)
- Variété française, regia di Frédéric Videau (2003)
- Mon père est ingénieur, regia di Robert Guédiguian (2004)
- Code 68, regia di Jean-Henri Roger (2005)
- Alex, regia di José Alcala (2005)
- Le Voyage en Arménie, regia di Robert Guédiguian (2006)
- Lady Jane, regia di Robert Guédiguian (2008)
- L'Armée du crime, regia di Robert Guédiguian (2009)
- Rapt, regia di Lucas Belvaux (2009)
- Le Thanato, regia di Frédéric Cerulli (2011)
- Le nevi del Kilimangiaro (Les Neiges du Kilimandjaro), regia di Robert Guédiguian (2011)
- Marseille - serie TV (2016)
- La casa sul mare (La villa), regia di Robert Guédiguian (2017)
- Gloria Mundi, regia di Robert Guédiguian (2019)
- La gazza ladra (La Pie voleuse), regia di Robert Guédiguian (2024)

## Doppiatori italiani
- Renato Cortesi in La casa sul mare, Gloria Mundi
- Stefano De Sando in Le nevi del Kilimangiaro
- Massimiliano Lotti in La gazza ladra